# Lorde Alto Comissariado da Assembleia Geral da Igreja da Escócia
O Lorde Alto Comissariado para a Assembleia Geral da Igreja da Escócia é o representante pessoal do monarca escocês e britânico para a Assembleia Geral da Igreja da Escócia (a igreja presbiterianiana nacional da Escócia, popularmente conhecida como a Kirk), refletindo o papel da Igreja como a igreja nacional da Escócia e o papel do monarca britânico como protetor e membro dessa Igreja.

## História
Os chamados Lord High Commissioners foram nomeados para o Parlamento do Reino da Escócia entre 1603 e 1707 como representante pessoal do monarca. O Ato de União de 1707 tornou esta função redundante, mas a partir de então um Lorde Alto Comissariado para a Assembléia Geral da Igreja da Escócia foi nomeado a cada ano, como representante pessoal do monarca, desde 1690.
O direito do monarca de estar presente na Assembléia Geral está consagrado no padrão confessional da Igreja da Escócia, a Confissão de Fé de Westminster, que diz que o "magistrado civil... deve providenciar para que tudo o que neles seja transacionado seja de acordo com a vontade de Deus” (XXIII.3).
Antes de 1929, a Assembleia Geral era realizada na antiga Tolbooth Highland St John's Church na Royal Mile de Edimburgo (este edifício não é mais usado como igreja, sendo convertido em "The Hub" para a sociedade do Festival Internacional de Edimburgo), onde um Trono era fornecido para o uso do Senhor Alto Comissário. A união da Igreja da Escócia e da Igreja Livre Unida da Escócia ocorreu em 1929. Desde 1930, a Assembléia Geral sempre se reuniu no antigo Salão de Assembléias da Igreja Livre Unidaem The Mound, em Edimburgo. O Lord High Commissioner senta-se no Trono na Royal Gallery, que está tecnicamente "fora" do Assembly Hall - simbolizando a independência da Igreja em questões espirituais da interferência do estado. A primeira Assembleia da igreja recém-unida em 1929 foi realizada em salões na Annandale Street, Edimburgo, o único prédio grande o suficiente. A dificuldade em acessar a Royal Gallery neste local temporário levou a uma disputa aparentemente trivial, mas ainda assim embaraçosa sobre o protocolo, segundo a qual o Lord High Commissioner (o conde de Inverness, mais tarde rei George VI) teria que entrar pelo próprio Assembly Hall - uma ato de interferência estatal simbólica na independência espiritual duramente conquistada da igreja. O moderador, Dr. John White, foi inflexível que isso seria inaceitável, sugerindo até mesmo que o cargo de Lord High Commissioner poderia ser dispensado. Eventualmente, um acordo adequado foi acordado e o cargo de Lord High Commissioner sobreviveu.[carece de fontes?]

## Funções
O cargo sempre foi em grande parte cerimonial. A pessoa indicada invariavelmente tem um histórico de serviço público na Escócia, além de ter conexões estreitas com a igreja, muitas vezes sendo um presbítero da Igreja da Escócia.
Em nome do monarca, o Lord High Commissioner comparece à Assembleia Geral, faz discursos de abertura e encerramento da Assembleia e realiza várias visitas oficiais e funções cerimoniais (nem todas relacionadas à Igreja da Escócia). Na abertura formal da Assembléia Geral, o Escrivão Principal lê o Mandado Real que nomeia o Lorde Alto Comissário, que é então convidado a se dirigir à Assembléia. Todos os ministros, presbíteros e diáconos nomeados pelos Presbitérios para participar da Assembléia Geral são conhecidos como "Comissários" e têm poder de voto; o Lord High Commissioner, porém, não tem voto, nem pode intervir nos debates.
Além de seus discursos de abertura e encerramento, o Lord High Commissioner não faz mais nenhuma intervenção nos debates da Assembléia, mas estará presente diariamente em pelo menos parte dos negócios de cada dia. Após a Assembleia, o Lord High Commissioner informa pessoalmente o Rei sobre os assuntos abordados.
O Lord High Commissioner também visita anualmente a Assembléia Geral da Igreja Livre da Escócia.

## Residência
Desde 1834, o Lord High Commissioner reside no Palácio de Holyroodhouse e oferece uma festa no jardim para os comissários da Assembleia Geral na tarde de sábado da semana da Assembleia e outras hospitalidades. Ele ou ela tem o direito de usar a Bandeira Real Escocesa, e tem precedência imediatamente após o Rei e antes do resto da Família Real. Até mesmo seu carro oficial recebe tratamento especial e, com exceção do do Rei, é o único veículo do país a não ter placas. No entanto, as placas são recolocadas durante o discurso de encerramento da Assembléia, e o Lorde Alto Comissário retorna à sua residência real, mas temporária, como um cidadão comum. Nos últimos anos, a festa no jardim foi substituída pelo evento "Heart and Soul", realizado em Princes Street Gardens e com a presença do Lord High Commissioner.

## Lista de Lordes Altos Comissariados
- 1580: O Laird of Lundie & Sir James Balfour de Pittendreich ou James Halyburton
- 1581: William Cunningham, 4º Laird de Caprington
- Abril de 1582: Ralph Kerr
- Outubro de 1582: James Halyburton e Coronel William Stewart de Houston
- 1638: James Hamilton, 1º Duque de Hamilton
- 1639: O Conde de Traquair
- 1640: nenhum
- 1641: O Conde de Wemyss
- 1642: O conde de Dunfermline
- 1643: Sir Thomas Hope
- 1644–1645: nenhum
- 1646: Carta do rei lamentando que nenhum comissário pudesse ser enviado
- 1647–1650: nenhum
- 1651: O Conde de Balcarres
- 1652: nenhum
- 1653: nenhum
- 1653–1690: sem Assembléia Geral
- 1690: O Senhor Carmichael
- 1692: O Conde de Lothian
- 1694–1699: O Senhor Carmichael
- 1700: O Visconde Seafield (tornou-se conde antes de servir novamente em 1703)
- 1701: O conde de Annandale (tornou-se marquês antes de servir novamente em 1705 e 1711)
- 1702: O Conde de Marchmont
- 1703: O Conde de Seafield (sucedeu como Conde de Findlater antes de servir novamente em 1724)
- 1704: O Senhor Ross
- 1705: O Marquês de Annandale
- 1706–1710: O 1º Conde de Glasgow
- 1711: O Marquês de Annandale
- 1712–1714: O 1º Duque de Atholl
- 1715–1721: O Conde de Rothes
- 1722: O Conde de Loudoun
- 1723: O 1º Conde de Hopetoun
- 1724: O conde de Findlater
- 1725–1726: O Conde de Loudoun
- 1727: O conde de Findlater
- 1728: O Conde de Loudoun
- 1729: O Conde de Buchan
- 1730–1731: O Conde de Loudoun
- 1732–1738: O Marquês de Lothian
- 1739–1740: O Conde de Hyndford
- 1741–1753: O 5º Conde de Leven
- 1754: O 2º Conde de Hopetoun
- 1755–1763: O Senhor Cathcart
- 1764–1772: O 3º Conde de Glasgow
- 1773–1776: O Senhor Cathcart
- 1777–1782: O Conde de Dalhousie
- 1783–1801: O 6º Conde de Leven
- 1802–1816: O Senhor Napier
- 1817–1818: O Conde de Erroll
- 1819–1824: O Conde de Morton
- 1825–1830: O Senhor Forbes
- 1831–1841: O Senhor Belhaven e Stenton
- 1842–1846: O Marquês de Bute
- 1847–1851: O Senhor Belhaven e Stenton
- 1852: O Conde de Mansfield e Mansfield
- 1853–1857: O Senhor Belhaven e Stenton
- 1858–1859: O Conde de Mansfield e Mansfield
- 1860–1866: O Senhor Belhaven e Stenton
- 1867–1868: O Conde de Haddington
- 1869–1871: O 10º Conde de Stair
- 1872–1873: O Conde de Airlie
- 1874–1875: O Conde de Rosslyn
- 1876–1877: O Conde de Galloway
- 1878–1880: O Conde de Rosslyn
- 1881–1885: O Conde de Aberdeen
- 1886: O Senhor Thurlow
- 1887–1889: O 7º Conde de Hopetoun
- 1889–1892: O Marquês de Tweeddale
- 1893–1895: O Marquês de Breadalbane
- 1896–1897: O Marquês de Tweeddale
- 1898–1906: O 11º Conde de Leven
- 1907–1909: O 11º Lorde Kinnaird
- 1910: O 11º Conde de Stair
- 1911–1914: O Senhor Glenconner
- 1915: O conde de Aberdeen
- 1916–1917: O 5º Duque de Montrose
- 1918–1920: O 8º Duque de Atholl
- 1921–1922: O Duque de Sutherland
- 1923: O Senhor Elphinstone
- 1924: James Brown MP (tornou-se conselheiro particular antes de servir novamente em 1930)
- 1925–1926: O 10º Conde de Elgin
- 1927–1928: O 12º Conde de Stair
- 1929: O Conde de Inverness
- 1930–1931: Deputado James Brown
- 1932: Sir Iain Colquhoun
- 1933–1934: John Buchan
- 1935: O Conde de St Andrews
- 1936–1937: O 12º Lorde Kinnaird
- 1938–1939: Tenente-coronel Sir John Gilmour, 2º Bt
- 1940–1941: Sir Iain Colquhoun
- 1942–1943: O 6º Duque de Montrose
- 1944–1945: O Marquês de Linlithgow
- 1946–1947: George Mathers MP (conselheiro particular antes de servir novamente em 1948)
- 1948: Deputado George Mathers
- 1949: O Senhor Culloden
- 1950: O Visconde Cunningham de Hyndhope
- 1951: Deputado George Mathers
- 1952: O Visconde Cunningham de Hyndhope
- 1953–1955: O Duque de Hamilton
- 1956–1957: Deputado Walter Elliot
- 1958: O Duque de Hamilton
- 1959–1960: O Conde de Wemyss e March
- 1961–1963: O Senhor Culloden
- 1964: General Sir Richard O'Connor
- 1965–1966: Lorde Birsay
- 1967–1968: O Senhor Reith
- 1969: A Rainha compareceu pessoalmente
- 1970: Peggy Herbison
- 1971–1972: O Senhor Clydesmuir
- 1973–1974: O Senhor Ballantrae
- 1975–1976: Sir Hector MacLennan
- 1977: O Conde de Wemyss e March
- 1978–1979: Willie Ross (ex- Secretário de Estado da Escócia)
- 1980–1981: O 11º Conde de Elgin
- 1982–1983: Coronel Sir John Gilmour, 3º Bt
- 1984–1985: O Senhor Maclean
- 1986–1987: O Visconde de Arbuthnott
- 1988–1989: Capitão Sir Iain Tennant
- 1990–1991: Lord Ross , Lord Justice Clerk
- 1992–1993: O Senhor Macfarlane de Bearsden
- 1994–1995: Lady Fraser
- 1996: Ana princesa real
- 1997: O Senhor Macfarlane de Bearsden
- 1998–1999: O Senhor Hogg de Cumbernauld
- 2000: O Duque de Rothesay
- 2001: O Visconde Younger de Leckie
- 2002: A Rainha compareceu pessoalmente
- 2003–2004: O Senhor Aço de Aikwood
- 2005–2006: O Senhor Mackay de Clashfern
- 2007: O conde de Inverness
- 2008–2009: George Reid
- 2010–2011: O Senhor Wilson de Tillyorn
- 2012–2013: O Senhor Selkirk de Douglas
- 2014: O Conde de Wessex
- 2015–2016: The Lord Hope of Craighead [10]
- 2017: Ana princesa real
- 2018–2019: O Duque de Buccleuch e Queensberry
- 2020–2021: O Conde de Strathearn (Assembléia de 2020 cancelada devido à Pandemia de Covid-19 .)
- 2022–23: Lord Hodge.